# Partido Popular (Corea del Sur)
El Partido Popular (en coreano: 국민의당; Hanja: 國民의黨; RR: Gungminuidang) también conocido como Partido de Nacionales fue un partido político liberal de Corea del Sur. El partido fue fundado por Ahn Cheol-soo en febrero de 2020, después de dejar el Partido Bareunmirae. Es similar al disuelto Partido del Pueblo, que también fue fundado por Ahn en 2016.

## Posiciones políticas
El partido es la continuación del Partido del Pueblo disuelto en 2018. El Partido Popular tiene posiciones sociales liberales algo más moderadas que el anterior Partido del Pueblo, pero también esta a favor de varias políticas de social conservadoras. Ahn Cheol-soo, una figura clave del partido ha expresado una oposición a los derechos LGBT. Sin embargo, el PP no enfatiza sistemáticamente una postura social conservadora porque quiere presentar una imagen de política alternativa a los partidos tradicionales de Corea, el conservador PPP y el liberal DPK.

## Fusión
El 18 de abril de 2022, el líder del partido Ahn Cheol-soo acordó una fusión con el conservador Partido del Poder Popular. Esto se produjo después de que Ahn se retirara de las elecciones presidenciales de marzo de 2022 a favor de respaldar a Yoon Suk-yeol para presidente. Yoon terminó ganando las elecciones por un estrecho margen del 0,7%.

## Resultados electorales

### Elecciones presidenciales
| Año  | Candidato     | Votos                                                                                 | Porcentaje                                                                            | Resultado                                                                             |
| ---- | ------------- | ------------------------------------------------------------------------------------- | ------------------------------------------------------------------------------------- | ------------------------------------------------------------------------------------- |
| 2022 | Ahn Cheol-soo | Se retiró de la campaña presidencial el 3 de marzo de 2022, apoyando a Yoon Seok-youl | Se retiró de la campaña presidencial el 3 de marzo de 2022, apoyando a Yoon Seok-youl | Se retiró de la campaña presidencial el 3 de marzo de 2022, apoyando a Yoon Seok-youl |

### Elecciones legislativas
| Año  | Votos     | Porcentaje     | Escaños | +/- | Estado    | Líder         |
| ---- | --------- | -------------- | ------- | --- | --------- | ------------- |
| 2020 | 1,896,719 | \| \| 6.8 % \| | 3/300   | 3   | Oposición | Ahn Cheol-soo |
|      | 6.8 %     |                |         |     |           |               |